# Телепортация
Телепортацията е хипотетичен трансфер на материя или енергия от една точка в друга, без да се преминава през физическото пространство между тях. Това е често срещана тема в научно-фантастичната литература и в друга популярна култура. Телепортацията често се съчетава с пътуване във времето, тъй като пътуването между двете точки отнема неизвестен период от време, а понякога е незабавно. Апортът е подобно явление, което се среща в парапсихологията и спиритизма. Телепортация — мигновено преместване в пространството. За това са мечтаели фантасти и учени. Възможна ли е телепортацията? Това е въпрос, който е интересувал много хора и в момента вече се обсъжда на ниво правителство.
По какви критерии се определя нивото на развитие на цивилизацията? Първият критерий е човечността. Доколко хората са успели да се обединят в едно голямо семейство? Вторият е технологичният прогрес. Какви перспективи и възможности ще имаме, ако успеем да се превърнем в единна цивилизация?
Във филма се разглеждат следните теми:
Конгрес в САЩ по темата НЛО — признаване на официално ниво на съществуването на НЛО според свидетелства на пилоти от военната и гражданската авиация.
Телепортация на мравешката царица Atta — изследванията регистрират мигновено преместване на насекомото при опасност. Възможност да изчезва на момента и да се появява на друго място.
Технологии за варп — концепция за създаване на "врати" за мигновени премествания в пространството.
Изследвания на Тесла — практически експерименти за телепортация и предаване на енергия на разстояние без проводници.
Холографска вселена — теория за изкуствено създаване на Вселената под формата на холограма. Как това разбиране може да се използва за мигновено преместване в пространството?
Дискретност на Вселената — постоянното проблясване, мигновено появяване и изчезване на цялата материя във Вселената е ключът към разбирането на основите на телепортацията.
В света има сили, които противостоят и задържат технологичния прогрес. За това може да гледате във филма "Спрения прогрес". Повече информация за историята на човечеството, авангардни разработки и бъдещи перспективи можете да намерите на канала „Калейдоскоп от факти“.
Не е известен физически механизъм, който би позволил телепортация. Често появяващите се научни статии и медийни статии с термина телепортация обикновено съобщават за така наречената „квантова телепортация“, схема за трансфер на информация, която поради теоремата за липса на комуникация все още не би позволила комуникация по-бърза от светлината.

## Етимология
Използването на термина „телепортиране“ за описване на хипотетичното движение на материални обекти от едно място на друго, без физическо преминаване на разстоянието между тях, е документирано още през 1878 г. На американския писател Чарлз Форт се приписва, че е измислил думата телепортация през 1931 г.], за да опише странните изчезвания и появявания на аномалии, които той предполага, че може да са свързани. Както и в по-ранната употреба, той присъедини гръцкия префикс tele- (което означава „отдалечен“) към корена на латинския глагол portare (което означава „да нося“). Първото официално използване на думата от Форт се случва във втората глава на неговата книга от 1931 г. Lo!.

## Философия
Философът Дерек Парфит използва телепортация в своя „парадокс на телетранспорта“.
През 1775 г. Томас Рийд пише писмо до лорд Кеймс следното:
| „ | Ще се радвам да разбера мнението на ваша светлост дали, когато мозъкът ми загуби първоначалната си структура и след сто години същите материали бъдат произведени по такъв любопитен начин, че да се превърнат в интелигентно същество, дали, казвам, че това същество ще бъда аз; или, ако две или три такива същества трябва да бъдат формирани от мозъка ми; дали всички те ще бъдат аз и следователно едно и също разумно същество. | “ |